# Pleione kaatiae
Pleione kaatiae är en växtart i släktet Pleione och familjen orkidéer. Den beskrevs av Peter H. Peeters.

## Utbredning
Arten förekommer i västra Sichuan i Kina.